# Symposiachrus mundus
El monarca barbinegro (Symposiachrus mundus) es una especie de ave paseriforme de la familia Monarchidae endémica del sudeste de Indonesia.

## Distribución geográfica y hábitat
Es endémica de las islas Tanimbar, Babar y Damar. Sus hábitats naturales son las selvas tropicales húmedas y los manglares tropicales.